# 1 500 mètres masculin aux Jeux olympiques d'été de 1956 (athlétisme)
Navigation
Helsinki 1952 Rome 1960
Le 1 500 mètres masculin des Jeux olympiques d'été de 1956 s'est déroulé le jeudi 29 novembre et le samedi 3 décembre 1956 à Melbourne ; 37 athlètes y ont participé.

## Records
| Record du monde  | 3 min 40 s 6 | István Rózsavölgyi | Hongrie    | 3 septembre 1956 | Moscou   |
| Record olympique | 3 min 45 s 1 | Joseph Barthel     | Luxembourg | Juillet 1952     | Helsinki |

## Résultats

### Finale
| Place | Athlète             | Pays                       | Temps             |
| ----- | ------------------- | -------------------------- | ----------------- |
| 1er   | Ron Delany          | Irlande (en)               | 3 min 41 s 2 (OR) |
| 2e    | Klaus Richtzenhain  | Équipe unifiée d'Allemagne | 3 min 42 s 0      |
| 3e    | John Landy          | Australie                  | 3 min 42 s 0      |
| 4e    | Laszlo Tabori       | Hongrie (en)               | 3 min 42 s 4      |
| 5e    | Brian Hewson        | Grande-Bretagne            | 3 min 42 s 6      |
| 6e    | Stanislav Jungwirth | Tchécoslovaquie (en)       | 3 min 42 s 6      |
| 7e    | Neville Scott (en)  | Nouvelle-Zélande           | 3 min 42 s 8      |
| 8e    | Ian Boyd (en)       | Grande-Bretagne            | 3 min 43 s 0      |
| 9e    | Kenneth Wood (en)   | Grande-Bretagne            | 3 min 44 s 3      |
| 10e   | Gunnar Nielsen      | Danemark (en)              | 3 min 45 s 0      |
| 11e   | Murray Halberg      | Nouvelle-Zélande           | 3 min 45 s 2      |
| 12e   | Merv Lincoln (en)   | Australie                  | 3 min 51 s 9      |

### Séries
Les quatre premiers de chaque série qualifiés pour la finale.
| Place | Athlète                   | Pays                       | Temps        |
| ----- | ------------------------- | -------------------------- | ------------ |
| 1er   | Klaus Richtzenhain        | Équipe unifiée d'Allemagne | 3 min 46 s 6 |
| 2e    | Stanislav Jungwirth       | Tchécoslovaquie (en)       | 3 min 46 s 6 |
| 3e    | Ian Boyd (en)             | Grande-Bretagne            | 3 min 47 s 0 |
| 4e    | Murray Halberg            | Nouvelle-Zélande           | 3 min 47 s 2 |
| 5e    | Istvan Rozsavolgyi        | Hongrie (en)               | 3 min 49 s 4 |
| 6e    | André Ballieux            | Belgique                   | 3 min 49 s 8 |
| 7e    | Michel Jazy               | France                     | 3 min 50 s 0 |
| 8e    | Theodore Wheeler (en)     | États-Unis                 | 3 min 50 s 0 |
| 9e    | Piatras-Ionas Pipine (en) | Union soviétique           | 3 min 50 s 0 |
| 10e   | Joseph Barthel            | Luxembourg                 | 3 min 50 s 0 |
| 11e   | Mamo Wolde                | Éthiopie (en)              | 3 min 51 s 0 |

| Place | Athlète                 | Pays                       | Temps        |
| ----- | ----------------------- | -------------------------- | ------------ |
| 1er   | Mervyn Lincoln (en)     | Australie                  | 3 min 45 s 4 |
| 2e    | Kenneth Wood (en)       | Grande-Bretagne            | 3 min 46 s 6 |
| 3e    | Ron Delany              | Irlande (en)               | 3 min 47 s 4 |
| 4e    | Laszlo Tabori           | Hongrie (en)               | 3 min 48 s 0 |
| 5e    | Ingvar Ericsson (en)    | Suède (en)                 | 3 min 49 s 0 |
| 6e    | Yevgeny Sokolov (en)    | Union soviétique           | 3 min 49 s 2 |
| 7e    | Evangelos Depastas (en) | Grèce                      | 3 min 52 s 0 |
| 8e    | Olavi Salsola           | Finlande                   | 3 min 55 s 0 |
| 9e    | Günter Dohrow (en)      | Équipe unifiée d'Allemagne | 3 min 58 s 0 |
| 10e   | Ramón Sandoval (en)     | Chili                      | 3 min 58 s 0 |
| 11e   | Don Bowden (en)         | États-Unis                 | 4 min 00 s 0 |
| 12e   | Émile Leva              | Belgique                   | 4 min 06 s 0 |
| 13e   | Sank Ok-Sim (en)        | Corée du Sud (en)          | 4 min 09 s 0 |
| 14e   | Jan Mammud (en)         | Pakistan (en)              | 4 min 15 s 0 |
| 15e   | Somnuek Srisombat (en)  | Thaïlande (en)             | 4 min 30 s 0 |

| Place | Athlète                     | Pays                       | Temps        |
| ----- | --------------------------- | -------------------------- | ------------ |
| 1er   | Neville Scott (en)          | Nouvelle-Zélande           | 3 min 48 s 0 |
| 2e    | Brian Hewson                | Grande-Bretagne            | 3 min 48 s 0 |
| 3e    | John Landy                  | Australie                  | 3 min 48 s 6 |
| 4e    | Gunnar Nielsen              | Danemark (en)              | 3 min 48 s 8 |
| 5e    | Dan Waern                   | Suède (en)                 | 3 min 48 s 8 |
| 6e    | Gianfranco Baraldi (en)     | Italie                     | 3 min 52 s 0 |
| 7e    | Sergey Soukhanov (en)       | Union soviétique           | 3 min 53 s 0 |
| 8e    | Jerome Walters (en)         | États-Unis                 | 3 min 55 s 0 |
| 9e    | Georgios Papavasileiou (en) | Grèce                      | 3 min 57 s 0 |
| 10e   | Eduardo Fontecilla (en)     | Chili                      | 3 min 58 s 0 |
| 11e   | Siegfried Herrmann          | Équipe unifiée d'Allemagne | DNF          |